# Aloe peglerae
Aloe peglerae là một loài thực vật có hoa trong họ Măng tây. Loài này được Schönland mô tả khoa học đầu tiên năm 1904.

## Hình ảnh

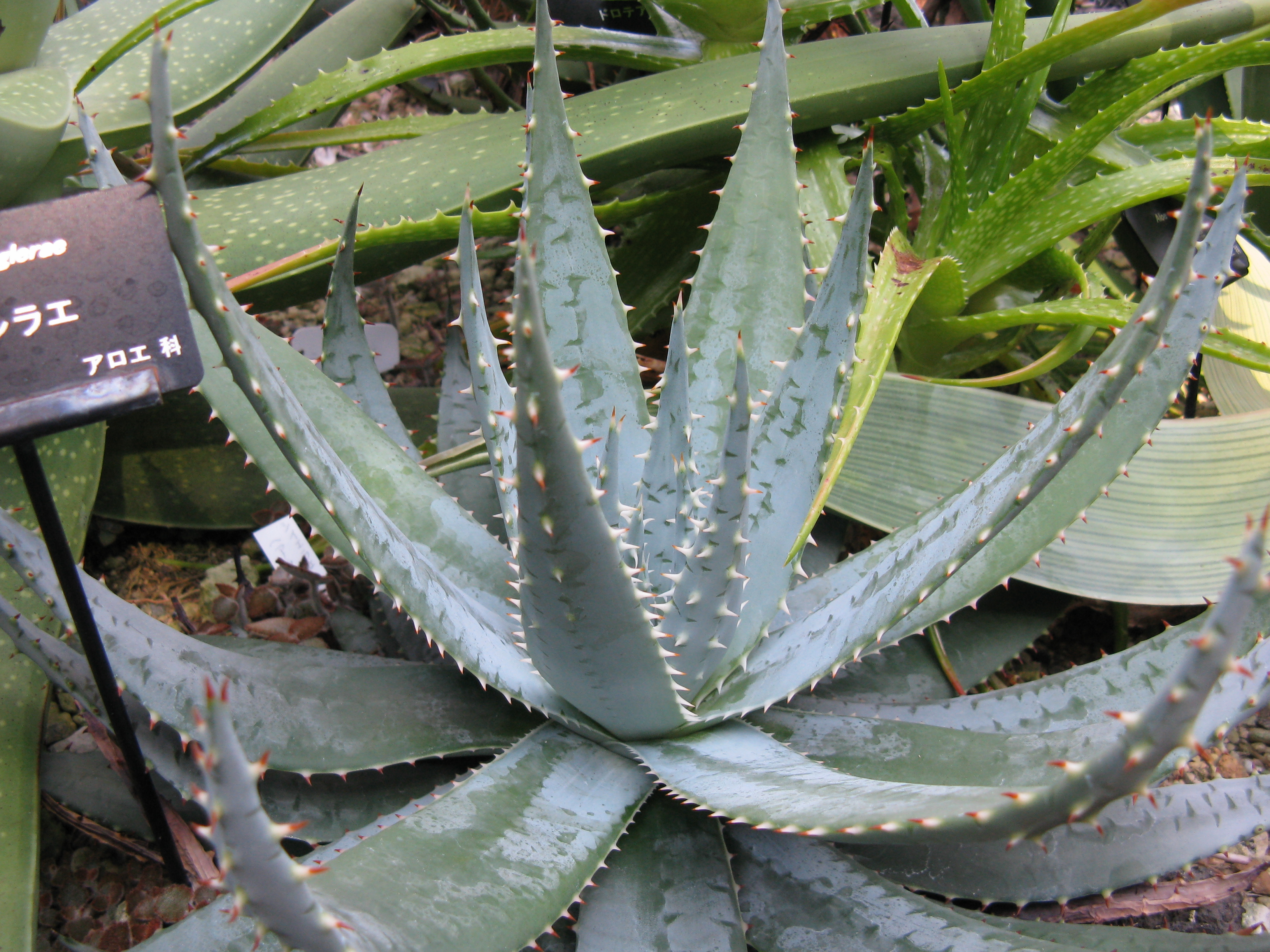
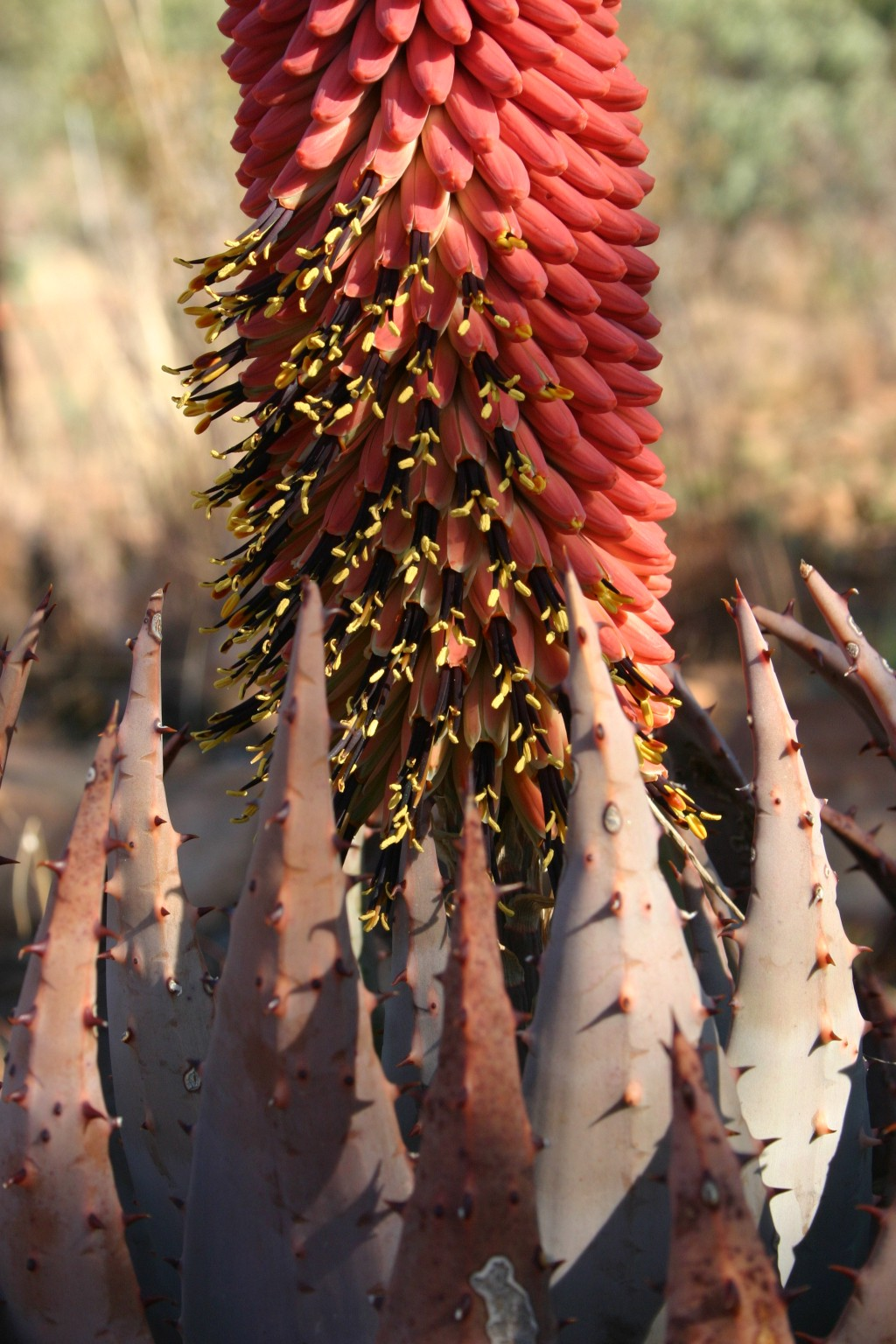
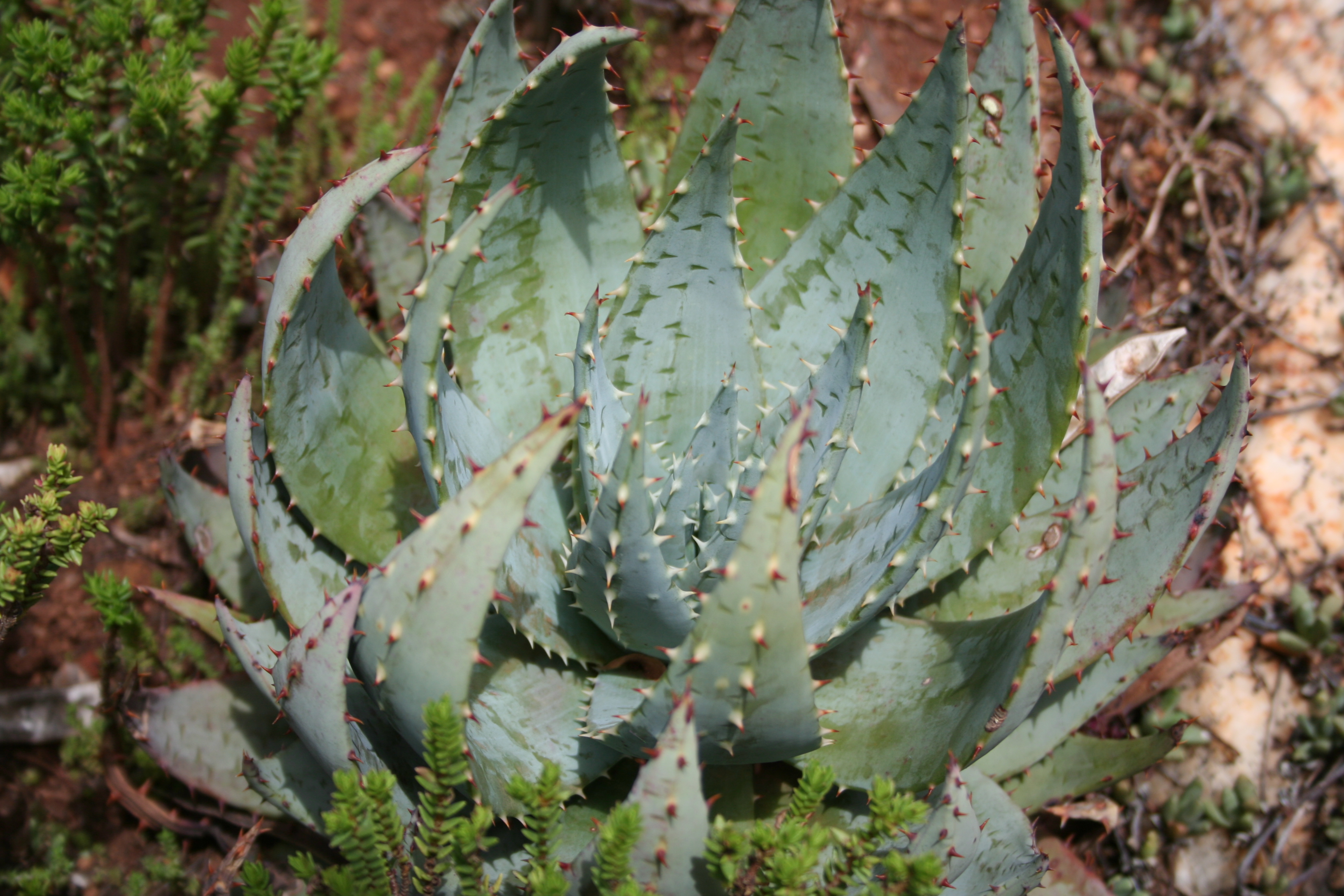
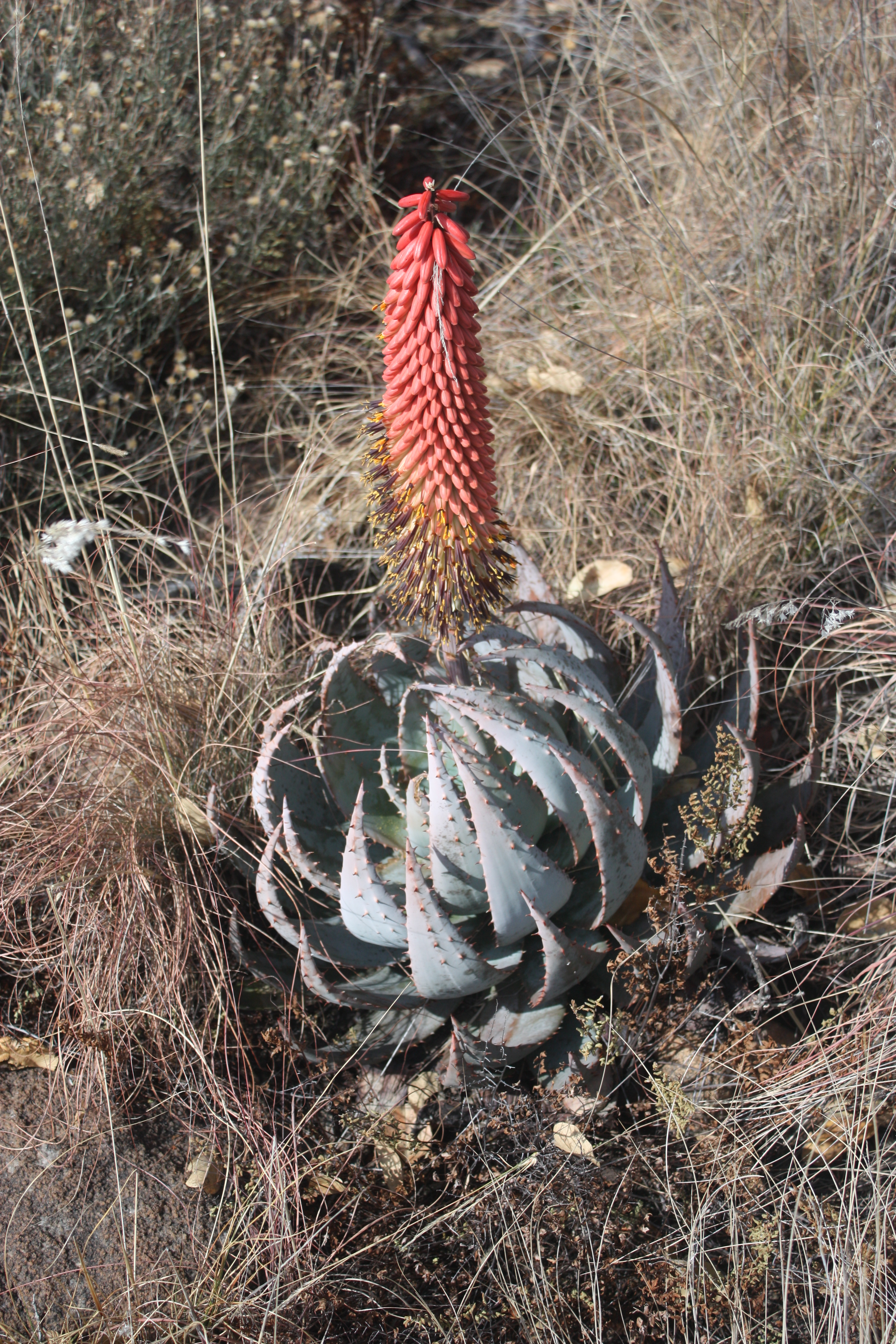